# Thailand op de Olympische Zomerspelen 2020
Thailand nam deel aan de Olympische Zomerspelen 2020 in Tokio, Japan.

## Medailleoverzicht
| Medaille | Naam                   | Sport     | Onderdeel        | Datum      |
| -------- | ---------------------- | --------- | ---------------- | ---------- |
| Goud     | Panipak Wongpattanakit | Taekwondo | -49kg (v)        | 24 juli    |
|          |                        |           |                  |            |
| Brons    | Sudaporn Seesondee     | Boksen    | lichtgewicht (v) | 5 augustus |

## Atleten
| sport        | mannen | vrouwen | totaal |
| ------------ | ------ | ------- | ------ |
| Atletiek     | 1      | 1       | 2      |
| Badminton    | 2      | 5       | 7      |
| Boksen       | 1      | 3       | 4      |
| Golf         | 2      | 2       | 4      |
| Judo         | 0      | 1       | 1      |
| Kanovaren    | 0      | 1       | 1      |
| Paardensport | 2      | 1       | 3      |
| Roeien       | 2      | 0       | 2      |
| Schietsport  | 2      | 4       | 6      |
| Taekwondo    | 1      | 1       | 2      |
| Tafeltennis  | 0      | 2       | 2      |
| Wielersport  | 0      | 2       | 2      |
| Zeilen       | 1      | 2       | 3      |
| Zwemmen      | 1      | 1       | 2      |
| totaal       | 15     | 26      | 41     |

## Deelnemers en resultaten

### Atletiek
Mannen
Loopnummers
| atleet           | onderdeel | series | series | kwartfinale | kwartfinale | halve finale | halve finale | finale   | finale |
| atleet           | onderdeel | tijd   | rang   | tijd        | rang        | tijd         | rang         | tijd     | rang   |
| ---------------- | --------- | ------ | ------ | ----------- | ----------- | ------------ | ------------ | -------- | ------ |
| Kieran Tuntivate | 10000 m   | n.v.t. | n.v.t. | n.v.t.      | n.v.t.      | n.v.t.       | n.v.t.       | 29.01,92 | 21     |

Vrouwen
Technische nummers
| atlete           | onderdeel    | kwalificaties | kwalificaties | finale         | finale         |
| atlete           | onderdeel    | afstand       | rang          | afstand        | rang           |
| ---------------- | ------------ | ------------- | ------------- | -------------- | -------------- |
| Subenrat Insaeng | discuswerpen | 59,23         | 18            | niet geplaatst | niet geplaatst |

### Badminton
Mannen
| atleet                | onderdeel | groepsfase                 | groepsfase               | groepsfase           | groepsfase | eliminatie           | kwartfinale          | halve finale         | finale / BM          | finale / BM |
| atleet                | onderdeel | tegenstander uitslag       | tegenstander uitslag     | tegenstander uitslag | rang       | tegenstander uitslag | tegenstander uitslag | tegenstander uitslag | tegenstander uitslag | rang        |
| --------------------- | --------- | -------------------------- | ------------------------ | -------------------- | ---------- | -------------------- | -------------------- | -------------------- | -------------------- | ----------- |
| Kantaphon Wangcharoen | enkelspel | K Schäfer W (21–13, 21–15) | T Penty V (19-21, 12-21) | n.v.t.               | 2          | niet geplaatst       | niet geplaatst       | niet geplaatst       | niet geplaatst       | 15          |

Vrouwen
| atlete                                      | onderdeel  | groepsfase                     | groepsfase                          | groepsfase                                  | groepsfase | eliminatie                   | kwartfinale                     | halve finale         | finale / BM          | finale / BM |
| atlete                                      | onderdeel  | tegenstander uitslag           | tegenstander uitslag                | tegenstander uitslag                        | rang       | tegenstander uitslag         | tegenstander uitslag            | tegenstander uitslag | tegenstander uitslag | rang        |
| ------------------------------------------- | ---------- | ------------------------------ | ----------------------------------- | ------------------------------------------- | ---------- | ---------------------------- | ------------------------------- | -------------------- | -------------------- | ----------- |
| Ratchanok Intanon                           | enkelspel  | L Sárosi W (21–5, 21–10)       | S Cheah W (19-21, 21-18, 21-10)     | n.v.t.                                      | 1 Q        | G M Tunjung W (21-12, 21-19) | Tai T-y V (21-14, 18-21, 18-21) | niet geplaatst       | niet geplaatst       | 5           |
| Busanan Ongbamrungphan                      | enkelspel  | D Macías W (21-4, 21-9)        | K Kuuba W (21-16, 21-12)            | n.v.t.                                      | 1 Q        | An S-y V (15-21, 15-21)      | niet geplaatst                  | niet geplaatst       | niet geplaatst       | 9           |
| Jongkolphan Kititharakul Rawinda Prajongjai | dubbelspel | Chen Q / Jia Y V (6-21, 10-21) | Kim S-y / Kong H-y V (19-21, 22-24) | G Stoeva / S Stoeva V (11-21, 21-16, 17-21) | 4          | n.v.t.                       | niet geplaatst                  | niet geplaatst       | niet geplaatst       | 9           |

Gemengd
| atlete                                         | onderdeel  | groepsfase                           | groepsfase                           | groepsfase                         | groepsfase | eliminatie           | kwartfinale                                  | halve finale         | finale / BM          | finale / BM    |
| atlete                                         | onderdeel  | tegenstander uitslag                 | tegenstander uitslag                 | tegenstander uitslag               | rang       | tegenstander uitslag | tegenstander uitslag                         | tegenstander uitslag | tegenstander uitslag | rang           |
| ---------------------------------------------- | ---------- | ------------------------------------ | ------------------------------------ | ---------------------------------- | ---------- | -------------------- | -------------------------------------------- | -------------------- | -------------------- | -------------- |
| Dechapol Puavaranukroh Sapsiree Taerattanachai | dubbelspel | T Gicquel / D Delrue W (21-9, 21-15) | J Hurlburt-Yu / J Wu W (21-13, 21-6) | M Ellis / L Smith V (12-21, 19-21) | 2 Q        | n.v.t.               | Watanabe / Higashino V (21-15, 16-21, 14-21) | niet geplaatst       | niet geplaatst       | niet geplaatst |

### Boksen
Mannen
| atleet          | onderdeel    | eerste ronde         | tweede ronde         | kwartfinale          | halve finale         | finale               | finale         |
| atleet          | onderdeel    | tegenstander uitslag | tegenstander uitslag | tegenstander uitslag | tegenstander uitslag | tegenstander uitslag | rang           |
| --------------- | ------------ | -------------------- | -------------------- | -------------------- | -------------------- | -------------------- | -------------- |
| Chatchai Butdee | vedergewicht | McGrail W 5 - 0      | Cuello W 4 - 1       | Álvarez V 2 - 3      | niet geplaatst       | niet geplaatst       | niet geplaatst |

Vrouwen
| atlete             | onderdeel     | eerste ronde         | tweede ronde         | kwartfinale          | halve finale         | finale               | finale         |
| atlete             | onderdeel     | tegenstander uitslag | tegenstander uitslag | tegenstander uitslag | tegenstander uitslag | tegenstander uitslag | rang           |
| ------------------ | ------------- | -------------------- | -------------------- | -------------------- | -------------------- | -------------------- | -------------- |
| Jutamas Jitpong    | vlieggewicht  | Boualam W 5 - 0      | Magno W 5 - 0        | Çakıroğlu V 0 - 5    | niet geplaatst       | niet geplaatst       | niet geplaatst |
| Sudaporn Seesondee | lichtgewicht  | Palacios W 5 - 0     | Kaur W 5 - 0         | Dubois W 3 - 2       | Harrington V 2 - 3   | niet geplaatst       | Brons          |
| Baison Manikon     | weltergewicht | Dalgatova W 4 - 1    | Gu H V 0 - 5         | niet geplaatst       | niet geplaatst       | niet geplaatst       | niet geplaatst |

### Golf
Mannen
| atleet               | onderdeel | eerste ronde | tweede ronde | derde ronde | vierde ronde | totaal | totaal | totaal |
| atleet               | onderdeel | score        | score        | score       | score        | score  | par    | rang   |
| -------------------- | --------- | ------------ | ------------ | ----------- | ------------ | ------ | ------ | ------ |
| Gunn Charoenkul      | mannen    | 71           | 71           | 71          | 67           | 280    | -4     | 45     |
| Jazz Janewattananond | mannen    | 64           | 71           | 72          | 68           | 275    | -9     | 27     |

Vrouwen
| atlete            | onderdeel | eerste ronde | tweede ronde | derde ronde | vierde ronde | totaal | totaal | totaal |
| atlete            | onderdeel | score        | score        | score       | score        | score  | par    | rang   |
| ----------------- | --------- | ------------ | ------------ | ----------- | ------------ | ------ | ------ | ------ |
| Ariya Jutanugarn  | vrouwen   | 77           | 67           | 69          | 72           | 285    | +1     | 43     |
| Patty Tavatanakit | vrouwen   | 71           | 71           | 69          | 68           | 279    | -5     | 23     |

### Judo
Vrouwen
| atlete             | onderdeel | eerste ronde         | tweede ronde         | derde ronde          | kwartfinale          | halve finale         | herkansing           | finale / BM          | finale / BM    |
| atlete             | onderdeel | tegenstander uitslag | tegenstander uitslag | tegenstander uitslag | tegenstander uitslag | tegenstander uitslag | tegenstander uitslag | tegenstander uitslag | rang           |
| ------------------ | --------- | -------------------- | -------------------- | -------------------- | -------------------- | -------------------- | -------------------- | -------------------- | -------------- |
| Kachakorn Warasiha | −52 kg    | n.v.t.               | Iraoui V 00-10       | niet geplaatst       | niet geplaatst       | niet geplaatst       | niet geplaatst       | niet geplaatst       | niet geplaatst |

### Kanovaren

#### Sprint
Vrouwen
| atlete             | onderdeel | series | series | kwartfinale | kwartfinale | halve finale   | halve finale   | finale         | finale         |
| atlete             | onderdeel | tijd   | rang   | tijd        | rang        | tijd           | rang           | tijd           | rang           |
| ------------------ | --------- | ------ | ------ | ----------- | ----------- | -------------- | -------------- | -------------- | -------------- |
| Orasa Thiangkathok | C-1 200 m | 48,262 | 5 KF   | 48,559      | 5           | niet geplaatst | niet geplaatst | niet geplaatst | niet geplaatst |

### Paardensport

#### Eventing
| ruiter                                                      | paard            | onderdeel   | dressuur    | dressuur | cross-country | cross-country | cross-country | springen       | springen       | springen       | springen       | springen       | springen       | totaal         | totaal         |
| ruiter                                                      | paard            | onderdeel   | dressuur    | dressuur | cross-country | cross-country | cross-country | kwalificatie   | kwalificatie   | kwalificatie   | finale         | finale         | finale         | totaal         | totaal         |
| ruiter                                                      | paard            | onderdeel   | strafpunten | rang     | strafpunten   | totaal        | rang          | strafpunten    | totaal         | rang           | strafpunten    | totaal         | rang           | strafpunten    | rang           |
| ----------------------------------------------------------- | ---------------- | ----------- | ----------- | -------- | ------------- | ------------- | ------------- | -------------- | -------------- | -------------- | -------------- | -------------- | -------------- | -------------- | -------------- |
| Arinadtha Chavatanont                                       | Boleybawn Prince | individueel | 42,40       | 57       | EL            | EL            | EL            | niet geplaatst | niet geplaatst | niet geplaatst | niet geplaatst | niet geplaatst | niet geplaatst | niet geplaatst | niet geplaatst |
| Weerapat Pitakanonda                                        | Carnival March   | individueel | 38,20       | 51       | EL            | EL            | EL            | niet geplaatst | niet geplaatst | niet geplaatst | niet geplaatst | niet geplaatst | niet geplaatst | niet geplaatst | niet geplaatst |
| Korntawat Samran                                            | Bonero K         | individueel | 32,50       | 27       | EL            | EL            | EL            | niet geplaatst | niet geplaatst | niet geplaatst | niet geplaatst | niet geplaatst | niet geplaatst | niet geplaatst | niet geplaatst |
| Arinadtha Chavatanont Weerapat Pitakanonda Korntawat Samran | zie hierboven    | team        | 113,10      | 14       | 600,00        | 713,10        | 15            | 300,00         | 1013,10        | 15             | n.v.t.         | n.v.t.         | n.v.t.         | 1013,10        | 15             |

### Roeien
Mannen
| atleet                          | onderdeel          | series  | series | herkansingen | herkansingen | kwartfinale | kwartfinale | halve finale | halve finale | finale  | finale |
| atleet                          | onderdeel          | tijd    | rang   | tijd         | rang         | tijd        | rang        | tijd         | rang         | tijd    | rang   |
| ------------------------------- | ------------------ | ------- | ------ | ------------ | ------------ | ----------- | ----------- | ------------ | ------------ | ------- | ------ |
| Nawamin Deenoi Siwakorn Wongpin | lichte dubbel-twee | 7.07,05 | 6 H    | 7.20,50      | 6 FC         | n.v.t.      | n.v.t.      | bye          | bye          | 6.56,13 | 18     |

Legenda: FA=finale A (medailles); FB=finale B (geen medailles); FC=finale C (geen medailles); FD=finale D (geen medailles); FE=finale E (geen medailles); FF=finale F (geen medailles); HA/B=halve finale A/B; HC/D=halve finale C/D; HE/F=halve finale E/F; KF=kwartfinale; H=herkansing

### Schietsport
Mannen
| atleet                     | onderdeel            | kwalificaties | kwalificaties | finale         | finale         |
| atleet                     | onderdeel            | punten        | rang          | punten         | rang           |
| -------------------------- | -------------------- | ------------- | ------------- | -------------- | -------------- |
| Isaranuudom Phurihiranphat | 25 m snelvuurpistool | 570           | 20            | niet geplaatst | niet geplaatst |
| Savate Sresthaporn         | trap                 | 121           | 12            | niet geplaatst | niet geplaatst |

Vrouwen
| atlete                | onderdeel        | kwalificaties | kwalificaties | finale         | finale         |
| atlete                | onderdeel        | punten        | rang          | punten         | rang           |
| --------------------- | ---------------- | ------------- | ------------- | -------------- | -------------- |
| Isarapa Imprasertsuk  | skeet            | 120 (+6)      | 4 Q           | 36             | 4              |
| Sutiya Jiewchaloemmit | skeet            | 118           | 11            | niet geplaatst | niet geplaatst |
| Tanyaporn Prucksakorn | 10m luchtpistool | 570           | 22            | niet geplaatst | niet geplaatst |
| Tanyaporn Prucksakorn | 25m pistool      | 583           | 10            | niet geplaatst | niet geplaatst |
| Naphaswan Yangpaiboon | 10m luchtpistool | 560           | 39            | niet geplaatst | niet geplaatst |
| Naphaswan Yangpaiboon | 25m pistool      | 580           | 17            | niet geplaatst | niet geplaatst |

### Taekwondo
Mannen
| atlete                 | onderdeel | kwalificatie         | eerste ronde         | kwartfinale           | halve finale         | herkansing           | finale / BM          | finale / BM |
| atlete                 | onderdeel | tegenstander uitslag | tegenstander uitslag | tegenstander uitslag  | tegenstander uitslag | tegenstander uitslag | tegenstander uitslag | rang        |
| ---------------------- | --------- | -------------------- | -------------------- | --------------------- | -------------------- | -------------------- | -------------------- | ----------- |
| Ramnarong Sawekwiharee | -58 kg    | n.v.t.               | Khalil W 23 - 7      | Dell'Aquila V 17 - 37 | niet geplaatst       | Salim V 22 - 43      | niet geplaatst       | 7           |

Vrouwen
| atlete                 | onderdeel | kwalificatie         | eerste ronde         | kwartfinale          | halve finale         | herkansing           | finale / BM          | finale / BM |
| atlete                 | onderdeel | tegenstander uitslag | tegenstander uitslag | tegenstander uitslag | tegenstander uitslag | tegenstander uitslag | tegenstander uitslag | rang        |
| ---------------------- | --------- | -------------------- | -------------------- | -------------------- | -------------------- | -------------------- | -------------------- | ----------- |
| Panipak Wongpattanakit | -49 kg    | bye                  | Semberg W 29 - 5     | Trương W 20 - 11     | Yamada W 34 - 12     | bye                  | Cerezo W 11 - 10     | Goud        |

### Tafeltennis
Vrouwen
| atlete               | onderdeel | voorronde            | eerste ronde         | tweede ronde         | derde ronde          | vierde ronde         | kwartfinale          | halve finale         | finale / BM          | finale / BM    |
| atlete               | onderdeel | tegenstander uitslag | tegenstander uitslag | tegenstander uitslag | tegenstander uitslag | tegenstander uitslag | tegenstander uitslag | tegenstander uitslag | tegenstander uitslag | rang           |
| -------------------- | --------- | -------------------- | -------------------- | -------------------- | -------------------- | -------------------- | -------------------- | -------------------- | -------------------- | -------------- |
| Orawan Paranang      | enkelspel | bye                  | Díaz W 4 - 0         | Metelóva W 4 - 2     | Ishikawa V 2 - 4     | niet geplaatst       | niet geplaatst       | niet geplaatst       | niet geplaatst       | niet geplaatst |
| Suthasini Sawettabut | enkelspel | bye                  | bye                  | Vega W 4 - 0         | Samara W 4 - 1       | Ito V 0 - 4          | niet geplaatst       | niet geplaatst       | niet geplaatst       | niet geplaatst |

### Wielersport

#### BMX
Vrouwen
Race
| atlete                   | onderdeel | kwartfinale | kwartfinale | halve finale   | halve finale   | finale         | finale         |
| atlete                   | onderdeel | punten      | rang        | punten         | rang           | uitslag        | rang           |
| ------------------------ | --------- | ----------- | ----------- | -------------- | -------------- | -------------- | -------------- |
| Chutikan Kitwanitsathian | race      | 18          | 6           | niet geplaatst | niet geplaatst | niet geplaatst | niet geplaatst |

#### Wegwielrennen
Vrouwen
| atlete            | onderdeel    | tijd | rang |
| ----------------- | ------------ | ---- | ---- |
| Jutatip Maneephan | wegwedstrijd | DNF  | DNF  |

### Zeilen
Mannen
| atlete                   | onderdeel | race | race | race | race | race | race | race | race | race | race | race | race | race           | netto punten | eindnotering |
| atlete                   | onderdeel | 1    | 2    | 3    | 4    | 5    | 6    | 7    | 8    | 9    | 10   | 11   | 12   | M              | netto punten | eindnotering |
| ------------------------ | --------- | ---- | ---- | ---- | ---- | ---- | ---- | ---- | ---- | ---- | ---- | ---- | ---- | -------------- | ------------ | ------------ |
| Natthaphong Phonoppharat | RS:X      | 24   | 24   | 25   | 24   | DNF  | 20   | 24   | 21   | 24   | 24   | 24   | 24   | niet geplaatst | 258          | 24           |

Vrouwen
| atlete                 | onderdeel    | race | race | race | race | race | race | race | race | race | race | race   | race   | race           | netto punten | eindnotering |
| atlete                 | onderdeel    | 1    | 2    | 3    | 4    | 5    | 6    | 7    | 8    | 9    | 10   | 11     | 12     | M              | netto punten | eindnotering |
| ---------------------- | ------------ | ---- | ---- | ---- | ---- | ---- | ---- | ---- | ---- | ---- | ---- | ------ | ------ | -------------- | ------------ | ------------ |
| Siripon Kaewduang-ngam | RS:X         | 10   | 20   | 10   | 17   | 19   | 14   | 21   | 16   | 15   | 17   | 18     | 15     | niet geplaatst | 171          | 17           |
| Kamolwan Chanyim       | Laser Radial | 27   | 32   | 36   | 32   | 38   | 36   | 29   | 36   | 35   | 34   | n.v.t. | n.v.t. | niet geplaatst | 298          | 38           |

### Zwemmen
Mannen
| atleet               | onderdeel         | series  | series | halve finale   | halve finale   | finale         | finale         |
| atleet               | onderdeel         | tijd    | rang   | tijd           | rang           | tijd           | rang           |
| -------------------- | ----------------- | ------- | ------ | -------------- | -------------- | -------------- | -------------- |
| Navaphat Wongcharoen | 100 m vlinderslag | 54,36   | 50     | niet geplaatst | niet geplaatst | niet geplaatst | niet geplaatst |
| Navaphat Wongcharoen | 200 m vlinderslag | 2.01,43 | 36     | niet geplaatst | niet geplaatst | niet geplaatst | niet geplaatst |

Vrouwen
| atlete            | onderdeel        | series | series | halve finale   | halve finale   | finale         | finale         |
| atlete            | onderdeel        | tijd   | rang   | tijd           | rang           | tijd           | rang           |
| ----------------- | ---------------- | ------ | ------ | -------------- | -------------- | -------------- | -------------- |
| Jenjira Srisa-Ard | 50 m vrije slag  | 25,97  | 37     | niet geplaatst | niet geplaatst | niet geplaatst | niet geplaatst |
| Jenjira Srisa-Ard | 100 m vrije slag | 57,42  | 42     | niet geplaatst | niet geplaatst | niet geplaatst | niet geplaatst |